# Karl Reinhold Döderlin
Karl Reinhold Döderlin (geboren am 2. Juli 1917 in Stuttgart; gestorben am 2. Juli 2004 in Hohen Neuendorf) war ein deutscher Schriftsteller.

## Leben
Döderlin war der Sohn eines Gärtners. Nach einer Mechaniker- und Kaufmannslehre arbeitete er als Hilfsarbeiter und Archivargehilfe und studierte Kunst- und Theatergeschichte autodidaktisch und bei Artur Kutscher an der Universität München.
Im Zweiten Weltkrieg leistete er fünf Jahre lang Dienst als Soldat.
Nach Kriegsende lebte er in München, betreute von 1949 bis 1951 das Münchner Feuilleton der Deutschen Tagespost und schrieb Kunst- und Theaterkritiken. Hier war er auch zusammen mit seiner späteren Frau Inge Lina Pollmann, dem Journalisten Rolf Seeliger und Peter Hornung Mitbegründer der Gruppe 50, einer kurzlebigen literarischen Vereinigung, die 1951 bis 1952 die Zeitschrift Die Gruppe. Blätter für junge Literatur herausgab.
Im Mai 1951 nahm er am 1. gesamtdeutschen Kulturkongress in Leipzig teil und veröffentlichte einen engagierten Artikel Gegen Provinzialismus und Kleingeisterei im Neuen Deutschland, was in der BRD jener Jahre zu entsprechenden Reaktionen in Form eines beruflichen Boykotts führte.
1952 übersiedelte der durchaus christlich-katholisch orientierte Autor in die DDR, wo er als Theaterkritiker für die Neue Zeit schrieb, anschließend als stellvertretender Chefredakteur der Zeitschrift Bildende Kunst und ab 1953 für den Berliner Rundfunk arbeitete.
In seiner Lyrik, die in dem 1954 erschienenen Band Gesetz und Verwandlung gesammelt erschien, zeigt er eine langsame Lösung von einer traditionellen, an Mörike geschulten Naturlyrik. Vor allem seine frühen Gedichte weisen epigonal-neuromantische Züge auf. Der 1959 erschienene Prosaband Die Arche Noah schwimmt nicht mehr fand kaum noch Beachtung.
Seit den 1960er Jahren lebte er in Hohen Neuendorf am Rand von Berlin, wo er 2004 an seinem 87. Geburtstag auch starb.

## Werke
- Gesetz und Verwandlung. Gedichte aus 20 Jahren. Union-Verlag, Berlin 1954.
- Die Arche Noah schwimmt nicht mehr. Berlin 1959